# W5000 (航空機)
W5000
- 用途：無人貨物機
- 製造者：AirWhiteWhale（中国語: 白鲸航线）
- 運用状況：開発中

W5000は中華人民共和国のAirWhiteWhale（中国語: 白鲸航线）が開発中の大型無人貨物航空機。

## 概要
2024年時点で世界最大の無人貨物輸送機とされている。四角形の胴体断面を採用しており、有効容積は65立方メートル以上ある。LD-3やP1P、AAAなど標準的な航空貨物用コンテナやパレットに加え、13メートル以上の長尺貨物も積載可能である。これらの貨物は胴体後部のランプから積み下ろしできる。
機体の材料には複合材料を採用している。
自律飛行モードと地上監視モードを備えている。地上オペレーター1名で6～7機のW5000を管理できるため、有人機よりも高効率・低コスト（有人機の1/10程度）で運航可能だとされる。
民間機として開発されているが、The War ZoneのThomas Newdickは軍用輸送機として転用される可能性を指摘している。

## 歴史
- 2022年10月1日 - 内モンゴル自治区包頭市の五当召空港で、3分の1スケール実験機による初の試験飛行に成功[4]
- 2024年11月 - 中国国際航空宇宙博覧会で地上展示[1]
- 2024年末 - 組み立てを完了し、ロールアウト予定[3]
- 2025年 - 初飛行予定[3]

## 諸元
出典:
- 全幅 : 22.71 メートル
- 全長 : 22.90 メートル
- 全高 : 7.52 メートル
- 貨物搭載可能容積 : 65 立方メートル以上
- 最大離陸重量 : 10800キログラム
- 最高速度 : 時速526キロメートル
- 航続距離 : 2600キロメートル
- ペイロード搭載可能重量 : 5000キログラム
- 最高高度 : 8620メートル
- 離陸滑走路長: 1200m（最大離陸重量時）
- 搭載エンジン : AEP100ターボプロップエンジン（中国航空発動機集団）